# مارپیچ سکوت
مارپیچ سکوت نظریه مارپیچ سکوت یک نظریه علوم سیاسی و ارتباطات جمعی است که توسط دانشمند علوم سیاسی آلمانی الیزابت نوئل نویمان ارائه شده‌است، بیان می‌کند که یک گروه یا جامعه اجتماعی ممکن است اعضا را به دلیل عقایدشان منزوی یا طرد کند. این امر تصریح می‌کند که افراد ترس از انزوا دارند. این ترس از انزوا در نتیجه منجر به سکوت به جای ابراز عقیده می‌شود. رسانه‌ها عامل مهمی هستند که هم بر ایده غالب و هم بر درک مردم از آنچه ایده غالب است تأثیر می‌گذارد.
ارزیابی محیط اجتماعی فرد ممکن است همیشه با واقعیت مرتبط نباشد به نظر نیومن می‌باید در تأثیر همه پیام‌ها با هم و در یک مجموعه به جستجو پرداخت و نه تنها در پیام‌های جداگانه و منفرد آنگونه که مدل کلاپر(Klapper) در سال ۱۹۶۰ پیشنهاد کرده بود.

## زمینه
به گفته شلی نیل، «تئوری مارپیچ سکوت [...] که در سال ۱۹۷۴ معرفی شد، فرضیه‌هایی را بررسی می‌کند تا مشخص کند چرا برخی از گروه‌ها سکوت می‌کنند در حالی که برخی دیگر در تالارهای عمومی ابراز عقیده پر سر و صداتر هستند». نظریه مارپیچ سکوت نشان می‌دهد که «افرادی که معتقدند دیدگاه اقلیت در مورد یک موضوع عمومی دارند، در پس زمینه ای باقی می‌مانند که ارتباطات آنها محدود می‌شود؛ کسانی که معتقدند دیدگاه اکثریت دارند بیشتر تشویق به سخن گفتن می‌شوند.»
این نظریه شکل‌گیری هنجارهای اجتماعی را در هر دو سطح خرد و کلان توضیح می‌دهد. به عنوان یک نظریه خرد، مارپیچ سکوت بیان عقاید را بررسی می‌کند، استعدادهای افراد را کنترل می‌کند - مانند ترس از انزوا، و همچنین متغیرهای جمعیت شناختی که نشان داده شده‌است بر تمایل مردم برای ابراز عقیده عمومی در مورد موضوعات تأثیر می‌گذارد. " مارپیچ سکوت در سطح کلان رخ می‌دهد اگر تعداد بیشتری از اعضای اقلیت درک شده ساکت شوند. این زمانی است که درک عمومی از جو افکار شروع به تغییر می‌کند. «به عبارت دیگر، بی میلی فرد برای بیان عقیده خود، صرفاً بر اساس برداشتی از آنچه دیگران فکر می‌کنند، پیامدهای مهمی در سطح اجتماعی دارد. همان‌طور که یک عقیده مورد توجه قرار می‌گیرد، میزان قرار گرفتن در معرض آن افزایش می‌یابد و باعث می‌شود که عموم مردم باور کنند که اکثریت هستند. اقلیت پس از آن با تهدید و ترس از انزوا از جامعه روبرو می‌شود، مگر اینکه خود را تطبیق دهند. همان‌طور که عمومیت نظر شتاب می‌گیرد، اقلیت مخالف عمیق‌تر در سکوت خود فرومی‌روند. این امر تا زمانی ادامه می‌یابد که اقلیت دیگر علیه آن صحبت نکند، چه با ارائه تصویری از توافق و چه در واقع مطابقت، و نظر اکثریت در نهایت به یک هنجار اجتماعی تبدیل شود. 

## مدل مارپیچ
از مدل مارپیچی برای توصیف بصری نظریه استفاده می‌شود. اگر نظر فردی با نظر اکثریت ادراک شده مطابقت نداشته باشد، احتمال بیشتری دارد که از مارپیچ پایین بیاید.  مراحل زیر به‌طور خلاصه نحوه عملکرد فرایند را نشان می‌دهد:
1. این مدل با تمایل ذاتی افراد برای آمیختن با جامعه آغاز می‌شود. ترس از انزوای اجتماعی برای رخ دادن مارپیچ ضروری است.
2. افرادی که متوجه می‌شوند نظر شخصی آنها در حال انتشار است، این نظر را با اطمینان در انظار عمومی بیان می‌کنند. از سوی دیگر، افرادی که متوجه می‌شوند که عقایدشان در حال از دست دادن جایگاه خود هستند، هنگام ابراز عقاید خود در ملاء عام، نگرش محتاطانه‌تری اتخاذ می‌کنند.
3. نمایندگان نظر منتشر کننده بسیار صحبت می‌کنند در حالی که نمایندگان نظر دوم سکوت می‌کنند. عقیده‌ای که به این شکل تقویت می‌شود، قوی‌تر از آنچه هست به نظر می‌رسد، در حالی که عقیده‌ای که سرکوب شده ضعیف‌تر از آنچه هست به نظر می‌رسد.
4. نتیجه یک فرایند مارپیچی است که افراد دیگر را وادار می‌کند تا تغییرات در عقیده را درک کنند و از آن پیروی کنند تا زمانی که یک عقیده به عنوان نگرش غالب تثبیت شود، در حالی که نظر دیگر به عقب رانده شده و توسط اکثریت رد می‌شود. انتهای مارپیچ به تعداد افرادی اشاره دارد که به دلیل ترس از انزوا، نظرات خود را به‌طور عمومی بیان نمی‌کنند. [۸]

این فرایند شکل‌گیری، تغییر و تقویت افکار عمومی است. گرایش یکی به صحبت کردن و دیگری به سکوت، روندی مارپیچ را آغاز می‌کند که به‌طور فزاینده ای یک عقیده را به عنوان عقیده غالب تثبیت می‌کند. با گذشت زمان، این ادراکات در حال تغییر، یک عقیده را به عنوان یک عقیده غالب معرفی می‌کنند و از حالت مایع به یک هنجار جامد تغییر می‌کنند. 
علاوه بر این، نوئل-نویمان مارپیچ سکوت را به عنوان فرآیندی پویا توصیف می‌کند که در آن پیش‌بینی‌های مربوط به افکار عمومی به واقعیت تبدیل می‌شود، زیرا پوشش رسانه‌های جمعی از افکار اکثریت به وضعیت موجود تبدیل می‌شود و اقلیت کمتر احتمال می‌دهد که صحبت کنند. 

## لغت‌شناسی

### عمومی
محققان مدت‌هاست بر سر مفهوم عمومی در «افکار عمومی» بحث کرده‌اند.  سه معنا برای عمومی وجود دارد. یک معنا، حس حقوقی عمومی است که بر باز بودن تمرکز دارد؛ مثلاً یک مکان یا مسیر عمومی. معنای دوم این اصطلاح بر حقوق عمومی تأکید دارد. در نهایت، در عبارت افکار عمومی، عمومی تعریف مرتبط اما متفاوتی دارد. عمومی، از این نظر، می‌تواند به عنوان روان‌شناسی اجتماعی مشخص شود. دانشمندان از قدرتی که افکار عمومی در پیروز شدن مقررات، هنجارها و قواعد اخلاقی بر خود فرد دارد، بدون اینکه قانونگذاران، دولت‌ها یا دادگاه‌ها را برای کمک نگران کنند، شگفت زده شده‌اند. 

### فکر (نظر)
" نظر مشترک" همان چیزی است که فیلسوف اجتماعی اسکاتلندی دیوید هیوم در اثر منتشر شده خود در سال ۱۷۳۹ با عنوان "رساله طبیعت انسان " نامیده‌است. توافق و احساس مشترک همان چیزی است که در پس «نظر» انگلیسی و فرانسوی نهفته‌است.  در تحقیق در مورد اصطلاح نظر، Meinung در آلمانی، محققان به جمهوری افلاطون متمایل شدند. در جمهوری افلاطون، نقل قولی از سقراط به این نتیجه می‌رسد که عقیده در جایگاه میانه قرار می‌گیرد. امانوئل کانت این عقیده را «قضاوت ناکافی، چه ذهنی و چه عینی» می‌دانست.  اینکه نظر چقدر ممکن است ارزشمند باشد، کنار گذاشته شد. با این حال، این واقعیت که پیشنهاد می‌شود توافق یک جمعیت یا بخشی از جمعیت باشد، همچنان مورد توجه قرار گرفت. 

### افکار عمومی
اصطلاح افکار عمومی برای اولین بار در قرن هجدهم در فرانسه ظهور کرد. تعریف افکار عمومی در طول زمان مورد بحث بوده‌است. پیشرفت زیادی در قفل کردن یک طبقه‌بندی از عبارت افکار عمومی صورت نگرفته‌است. هرمان اونکن، مورخ آلمانی، بیان کرد.
هر کس بخواهد مفهوم افکار عمومی را درک کند و تعریف کند، به سرعت متوجه می‌شود که با یک پروتئوس سروکار دارد، موجودی که همزمان در هزاران صورت ظاهر می‌شود، هم مرئی و هم به صورت شبحی، ناتوان و به طرز شگفت‌انگیزی کارآمد، که خود را در دگرگونی‌های بی شماری نشان می‌دهد. و برای همیشه از میان انگشتان ما می‌لغزد، درست همان‌طور که ما معتقدیم محکم بر آن چنگ داریم. . . آنچه شناور است و جاری می‌شود را نمی‌توان با محبوس شدن در یک فرمول درک کرد. . . به هر حال، وقتی از او پرسیده می‌شود، همه دقیقاً می‌دانند افکار عمومی به چه معناست. 
گفته می‌شود که این یک «داستانی است که متعلق به موزه تاریخ ایده‌ها است؛ فقط می‌تواند مورد توجه تاریخی باشد». 
خلاف این دیدگاه، به نظر می‌رسید که اصطلاح افکار عمومی متوقف نشده‌است. در اوایل دهه ۱۹۷۰، الیزابت نوئل-نویمان در حال ایجاد نظریه مارپیچ سکوت بود. او تلاش می‌کرد توضیح دهد که چرا آلمانی‌هایی که با هیتلر و نازی‌ها مخالف بودند، تا پایان رژیمش سکوت کرد. این رفتار «دو چهره» به عنوان نظریه مارپیچ سکوت شناخته شده‌است. نوئل-نویمان شروع به پرسیدن کرد که آیا او واقعاً به آنچه افکار عمومی واقعاً وجود دارد توجه می‌کند. مارپیچ سکوت ممکن است یکی از اشکالی باشد که افکار عمومی در آن ظاهر می‌شود؛ ممکن است فرآیندی باشد که از طریق آن افکار عمومی جدید و جوانی شکل می‌گیرد یا به موجب آن معنای دگرگون شده یک عقیده قدیمی گسترش می‌یابد. 
ادوارد راس جامعه‌شناس آمریکایی در سال ۱۸۹۸ افکار عمومی رابا استفاده از کلمه «ارزان» توصیف کرد. معادله «افکار عمومی» با «نظر حاکم» مانند یک رشته مشترک در میان تعاریف متعدد آن جریان دارد. این بیانگر این واقعیت است که چیزی که به افکار عمومی می‌چسبد، شرایطی را فراهم می‌کند که افراد را وادار به عمل، حتی بر خلاف میل خود می‌کند.»
بسیاری از معانی و تعاریف ممکن از این اصطلاح بررسی شده‌است. محققین محتوای افکار عمومی را مشتمل بر مسائل امور عمومی دانسته‌اند. محققان خاطرنشان می‌کنند که ظهور افکار عمومی به یک گفتمان عمومی باز بستگی دارد نه «به نظم و انضباط تحمیل شده توسط اکثریت ظاهری که به اندازه کافی دارای ارعاب هستند، اما ممکن است نظرات آنها از اقداماتی حمایت کند که به نفع مشترک است یا خیر.»
آنها همچنین به این مسئله پرداخته‌اند که نظر چه کسی، افکار عمومی را تثبیت می‌کند، فرض می‌شود افرادی که از یک جامعه هستند و آماده ابراز مسئولانه در مورد مسائل مربوط به مسائل عمومی هستند. محققان همچنین به اشکال افکار عمومی که گفته می‌شود آن‌هایی هستند که آشکارا بیان می‌شوند و در دسترس هستند، توجه کرده‌اند. نظراتی که به ویژه در رسانه‌های جمعی منتشر می‌شود. بحث و جدل پیرامون این اصطلاح حول هر دو واژه ترکیب شد تا این عبارت را تشکیل دهد. 
افکار عمومی به مثابه عقلانیت: افکار عمومی یا «دیدگاه غالب» پس از بحث عمومی عقلانی آگاهانه می‌آید. چایلدز (۱۹۶۵) و ویلسون (۱۹۳۳) بر این باورند که «مدل عقلانی مبتنی بر مفهوم روشنفکر و عقلانی عمومی است که مایل و قادر به مشارکت در فرآیندهای سیاسی است.» در مجموع، سیاسی است و برای ایجاد تغییرات اجتماعی ضروری است.
افکار عمومی به عنوان کنترل اجتماعی: این در ریشه نظریه مارپیچ سکوت است. این بدان معناست که «نظراتی که می‌توانند بدون خطر تحریم یا انزوای اجتماعی بیان شوند، یا نظراتی که باید برای اجتناب از انزوا بیان شوند (Noelle-Neumann 1983). نظام‌های اجتماعی نیازمند انسجام هستند. برای رسیدن به این هدف، افراد با انزوای اجتماعی تهدید می‌شوند.

## رسانه‌ها و افکار عمومی
تأثیرات رسانه‌های جمعی هم بر افکار عمومی و هم بر ادراک افکار عمومی در نظریه مارپیچ سکوت نقش اساسی دارد. یکی از اولین آثاری که توجه را به رابطه بین رسانه‌ها و شکل‌گیری افکار عمومی جلب کرد، کتاب والتر لیپمن با عنوان «افکار عمومی» بود که در سال ۱۹۲۳ منتشر شد. ایده‌های لیپمن در مورد تأثیر رسانه‌ها بر ظهور نظریه مارپیچ سکوت تأثیر گذاشت. نوئل-نویمان در حالی که در حال ساختن نظریه مارپیچ است، می‌گوید: «خواننده تنها با استفاده از آگاهی که تا حد زیادی توسط رسانه‌های جمعی ایجاد شده‌است، می‌تواند جهان را کامل و توضیح دهد».
نظریه برجسته سازی اثر دیگری است که نوئل-نویمان در توصیف تأثیر رسانه‌ها بر افکار عمومی بر آن استوار است. نظریه برجسته سازی با بیان اینکه اهمیت عمومی یک موضوع به برجسته بودن آن در رسانه‌ها بستگی دارد، رابطه بین رسانه و افکار عمومی را توصیف می‌کند. در کنار برجسته سازی، رسانه‌ها از طریق نبرد دائمی با سایر رویدادها که تلاش می‌کنند برجسته شوند، موضوعات مورد نظر را بیشتر برجسته می‌کنند. نبرد رسانه ای با این جایگزین‌های خبری با ایجاد «شبه بحران» و «شبه نوآوری».
ویژگی‌های رسانه به‌عنوان یک ابزار ارتباطی، بر ادراک مردم از ایده‌های خود نسبت به افکار عمومی تأثیر می‌گذارد. به گفته نوئل-نیومن، رسانه‌ها «شکل یک طرفه، غیرمستقیم و عمومی از ارتباط هستند که در تضاد سه جانبه با طبیعی‌ترین شکل ارتباط انسانی، یعنی مکالمه هستند». وقتی موضوعی به رسانه‌ها می‌رسد و برجسته می‌شود، معمولاً یک دیدگاه غالب ظاهر می‌شود. این ویژگی‌های رسانه به‌ویژه بر ایده‌های فردی فرد غالب می‌شود.
در حالی که برخی از نظریه‌های ارتباط رسانه‌ای ، مخاطبان منفعل را فرض می‌کنند، مانند مدل سوزن زیرپوستی ، [۱] مدل مارپیچی مخاطب فعالی را فرض می‌کند که «محصولات رسانه‌ای را در چارچوب اهداف شخصی و اجتماعی خود مصرف می‌کند». دانشی که از رسانه‌های جمعی به دست می‌آید ممکن است برای مردم مهمات ارائه دهد تا نظرات خود را بیان کنند و دلیلی برای موضع خود ارائه دهند. هو و همکاران اشاره می‌کند که «در میان افرادی که توجه رسانه‌ای زیادی داشتند، آن‌هایی که ترس کمی از انزوا دارند به‌طور قابل‌توجهی بیشتر از کسانی که ترس زیادی از انزوا دارند، دلیلی برای عقیدهٔ خود ارائه می‌کردند».
نوئل-نیومان رسانه را محوری برای تدوین نظریه مارپیچ سکوت می‌داند، در حالی که برخی از محققان استدلال می‌کنند که آیا ایده غالب در محیط اجتماعی فرد بر ایده غالبی که رسانه‌ها به عنوان هنجار اجتماعی ادراک شده پیشنهاد می‌کنند چیره می‌شود. برخی از تحقیقات تجربی با این دیدگاه همسو هستند. نشان می‌دهد که «اقلیم خرد» یک فرد بر تأثیرات رسانه‌ها غلبه می‌کند. مقالات دیگر همچنین پیشنهاد می‌کنند که گفتگو با دیگران راه اصلی درک فضای عقیده است.
رسانه‌های اجتماعی به نظریه مارپیچ سکوت کمک کرده‌اند. محققان Chaudhry & Gruzd (2019) دریافتند که رسانه‌های اجتماعی در واقع این نظریه را تضعیف می‌کنند. این نظریه حاکی از آن است که اقلیت به دلیل ترس از انزوا از بیان عقاید خود ناراحت هستند، اما «اقلیت صدادار به راحتی نظرات نامطلوب را ابراز می‌کنند و قدرت توضیحی این نظریه محبوب را در زمینه آنلاین زیر سؤال می‌برند».

## ادراک
نظریه مارپیچ سکوت بر ادراک استوار است زیرا افراد به‌طور مداوم محیط خود را اسکن می‌کنند تا آب و هوا را ارزیابی کنند تا احتمالاً دیدگاه غالب را پیدا کنند. ادراک اهمیت دارد زیرا این نظرات بر رفتار و نگرش فرد تأثیر می‌گذارد. چگونه افراد می‌توانند این کار را انجام دهند؟ شریف (۱۹۶۷) معتقد است که افراد از چارچوب‌های مرجع بر اساس تجربیات گذشته استفاده می‌کنند - «محیط اجتماعی به عنوان چارچوب مرجع برای تفسیر اطلاعات جدید پیامدهای مهمی برای تحقیقات افکار عمومی دارد.» بر اساس روان‌شناسی گشتالت، هنگامی که به افراد اطلاعاتی با «یک چارچوب مرجع مناسب برای تفسیر آن» ارائه می‌شود، در محیط اجتماعی ناراحت می‌شوند (مثلاً تأثیر رفتاری).
ترس از انزوا "موتوری است که مارپیچ سکوت را به حرکت درمی‌آورد".  اساساً، مردم از تبدیل شدن به انزوای اجتماعی می‌ترسند و بنابراین اقداماتی را برای اجتناب از چنین پیامدی انجام می‌دهند، همان‌طور که روان‌شناس Solomon Asch درآزمایش‌های انطباق Asch نشان داد مردم به جای ابراز عقاید خود، با عقاید غالب موافق هستند. {{Sfn|Scheufele|2007}
ایده اساسی نظریه مارپیچ سکوت این است که افکار عمومی به عنوان نوعی کنترل اجتماعی عمل می‌کند. با توجه به تعریف نوئل-نیومن، این مفهوم کلیدی «نظرات در مورد موضوعات بحث برانگیز را توصیف می‌کند که فرد می‌تواند بدون منزوی کردن خود در انظار عمومی بیان کند» (۱۹۸۴، صفحات ۶۲–۶۳). این فرض بر این بود که افکار عمومی بر اساس هنجارها و قراردادهایی اداره می‌شود که نقض آنها موجب تحریم آن افراد می‌شود. نوئل-نویمان با کنار گذاشتن این فرض که مخالفت با افکار عمومی منجر به تحریم‌های اجتماعی می‌شود، فرض می‌کند که انسان‌ها ترس ذاتی از انزوا دارند و رفتار خود را طوری تطبیق می‌دهند که از دیگران منزوی نشوند (نوئل-نیومن، ۱۹۸۴). . این «ترس از انزوا» به قدری قوی است که مردم اگر تصور کنند این نظرات با افکار عمومی متفاوت است، اظهار نظر نمی‌کنند.
بر اساس این فرض نتیجه می‌شود که افراد به‌طور مداوم محیط اجتماعی خود را رصد می‌کنند تا ارزیابی کنند که آیا نظر آنها با افکار عمومی متفاوت است یا خیر و بر اساس ارزیابی خود از افکار عمومی در مورد یک موضوع تصمیم می‌گیرند که آیا نظر خود را ابراز کنند یا نه. نوئل-نویمان این توانایی در ارزیابی جو عقاید در مورد یک موضوع را به اصطلاح «ارگان شبه آماری» نسبت داد، که به نحوه ارزیابی ناخودآگاه افراد از توزیع دیدگاه‌ها و شانس موفقیت برخی دیدگاه‌ها نسبت به دیگران اشاره دارد (نوئل-نیومن، ۱۹۷۴). به گفته نوئل-نویمان، همه تحت تأثیر این ترس از انزوا و خودسانسوری متعاقب آن هستند، به جز حدود ۲۵ درصد از جمعیت عمومی که او از آنها به عنوان «هردکور» یاد می‌کند که تصور می‌شود از این فشار اجتماعی مصون هستند (سالمون و گلین). ، ۲۰۱۹).
این ترس از انزوای اجتماعی یک مفهوم اصلی در نظریه نوئل نویمان است، اما در طول مطالعات مختلف در مورد این نظریه به روش‌های مختلف مفهوم سازی شده‌است؛ Neuwirth و همکاران، ۲۰۰۷; متس و همکاران، ۲۰۱۲). برخی از محققین ترس از انزوای اجتماعی را گذرا و ناشی از قرار گرفتن در موقعیتی می‌دانند که در آن از فرد انتظار می‌رود نظر خود را بیان کند. در این مفهوم‌سازی، ادراک فرد از جو عقیده در یک موقعیت خاص، ترس از انزوا را در آن لحظه ایجاد می‌کند (هیز و همکاران، ۲۰۱۳؛ نویورث و همکاران، ۲۰۰۷).
محققان دیگر استدلال کرده‌اند که به جای یک واکنش خاص موقعیت، ترس از انزوای اجتماعی را می‌توان به عنوان ویژگی فردی در نظر گرفت که بین افراد متفاوت است و افراد را وادار می‌کند تا به‌طور مداوم محیط خود را برای سرنخ‌هایی در مورد جو عقیده زیر نظر بگیرند. در حالی که افرادی هستند که عموماً از ترس از انزوا رنج نمی‌برند (آنچه نوئل-نیومن از آن به عنوان هاردکور یاد می‌کند (نوئل-نیومن، ۱۹۸۴)، دیگران دائماً از محیط اجتماعی خود آگاه هستند و با ترس دائمی از انزوا مواجه هستند. افرادی که این ویژگی ترس از انزوای اجتماعی را دارند و در عین حال عقیده‌شان را با جو عقاید اکثریت ناسازگار می‌دانند، کمتر تمایلی به ابراز نظر دارند. مشابه مفهوم سازی قبلی توصیف شده از ترس از انزوای اجتماعی، در این خط از تحقیق مارپیچ سکوت، ترس از انزوای اجتماعی یک مفهوم کلیدی در شکل‌گیری افکار عمومی است، با این حال پژوهش‌ها اغلب این مفهوم سازی را به عنوان یک واقعیت بدون اثبات تجربی فرض کرده‌اند (متس و هیز، ۲۰۱۳) یا در اندازه‌گیری تجربی این پدیده ناسازگار بوده‌است (Neuwirth et al. , 2007).
تحقیقات اخیر توانسته‌است مفهوم ترس از انزوای اجتماعی را به روشی قابل اعتمادتر و سازگارتر به تصویر بکشد. یکی از نمونه‌ها پژوهشی است که توسط متس و همکاران (۲۰۱۲) انجام شد که در آن محققان از رویکرد تفاوت‌های فردی مبتنی بر ویژگی‌های شخصیتی افراد استفاده کردند و ترس فرد از انزوای اجتماعی را با استفاده از ویژگی‌های روان‌سنجی اندازه‌گیری کردند. Mathes و همکاران (۲۰۱۲) و همچنین تحقیقات دیگر (I.A متس و همکاران، ۲۰۱۲) ترس از انزوای اجتماعی را واکنشی متعاقب به مواجهه با جو عقاید خصمانه ادراک شده می‌دانند که به نوبه خود باعث می‌شود که فرد نظرات خود را ابراز نکند و بنابراین مارپیچ سکوت را به حرکت درمی‌آورد.

## تأثیر تلویزیون
به نظر نیومن، اگر محققان قبلاً موفق نشدند تأثیر رسانه‌ها را به‌خوبی ثبت کنند به این دلیل بوده‌است که آن‌ها ارتباط تدریجی که رخ داده را به‌حساب نمی‌آوردند. از آنجایی که بینندگان تلویزیون دانش و نظرات خود را می‌توانستند به غیربینندگان نیز منتقل سازند، توانایی تشخیص تفاوت میان این دو گروه و همچنین تأثیرات ادعا شده توسط تلویزیون برای محققان وجود نداشت. اینکه تلویزیون هیچ تأثیری بر عموم مردم ندارد را نیومن به فیلی تشبیه می‌کند که آن را استتار کرده باشیم. تأثیرات آنچنان بسیار بزرگ هستند که ثبت آن‌ها را دشوار خواهد کرد.

## اصول گرداب سکوت
1. مردم غیر منطقی هستند. آن‌ها احساسات خود را دنبال می‌کنند.
2. بنا به نظر نیومن به‌طور عمده اگر نوع رسانه استفاده شده انتخابی نباشد قدرت رسانه بزرگ است، مانند تلویزیون که یک رسانه غیر انتخابی است. (در زمان نیومن تعداد روزنامه‌هایی که خوانندگان می‌توانستند انتخاب کنند از کانال‌های تلویزیون که بینندگان استفاده می‌کردند بیشتر بوده‌است)
3. تأثیر رسانه‌ها بد و قابل سرزنش است.
4. مردم با ترس مداوم از انزوای اجتماعی زندگی می‌کنند. یک نگرش که توسط اکثریت مردم به اشتراک گذاشته نشده و در نتیجه هیچ پشتیبانی مردمی هم ندارد، می‌تواند به انزوای اجتماعی فرد منجر شود. در چنین شرایطی تمایل پیوستن به نگرش غالب، آن‌چنان رشد می‌کند که بقیهٔ دیدگاه‌های شخص از بین می‌روند.[۳۰]

## سه عامل
با توجه به نظریه گرداب سکوت، سه عامل انباشتگی، هماهنگی و حوزه عمومی است که تعیین عملکرد رسانه را به‌عهده می‌گیرند و آن را چنین قدرتمند می‌سازند.
1. انباشتگی: پیام‌های رسانه‌ای تکرار می‌شود (موضوع در روزنامه، در تلویزیون، در اینترنت). به دلیل تکرار خبر در فواصل منظم احتمال اینکه فرد اخبار را نشنیده باشد بسیار کم است. (یک بولتن خبری هر ساعت)
2. هماهنگی: مردم به دلیل ترس از انزوای اجتماعی و فشار گروهی خود را با دیدگاه‌های غالب هماهنگ می‌سازند، آن‌ها تلاش می‌کنند خودشان را آنگونه که پذیرفته شوند با افکار عمومی همگام سازند. این قانون برای ایستگاه‌های تلویزیونی نیز معتبر است، زیرا آن‌ها نیز روی دیدگاه‌های جمعی حساب می‌کنند، این خبرنگاران هستند که تصمیم می‌گیرند چه موضوعاتی دارای ارزش خبری هستند یا خیر. انتخاب روزنامه نگاران اغلب مشابه هستند و آن‌ها همچنین خودشان را آنچنان با نگرش‌های غالب وفق می‌دهند که ساخت گزارش از رویدادهای خاص در رسانه‌های مختلف تا حدود زیادی با یکدیگر سازگار باشد. «بسته روزنامه‌نگاری» به این پدیده اشاره دارد.
3. حوزه عمومی: به نظر نیومن انسان، به شدت وابسته به محیط اطراف خویش است. فرد از طریق رسانه‌های جمعی اطلاعات اطراف خویش را کسب می‌کند و با کمک همان اطلاعات نظر شخصی خود را به وجود میاورد. از آنجا که رسانه‌ها در حوزه عمومی عمل می‌کنند و مداوم تعداد بیشتری از مردم را جذب می‌کنند توانایی ایجاد گرداب سکوت و تقویت آن را نیز دارا هستند. شخصی که فکر می‌کند نظر او با دیدگاه غالب سازگار است، بیشتر تمایل دارد نظر خود را بازگو کند تا شخصی که مخالف دیدگاه غالب است و متقاعد نشده. در واقع این همان عاملی است که منجر به مارپیچ سکوت می‌شود.[۳۱]

## ماهیت نظریه گرداب سکوت
1. مردم از انزوای اجتماعی هراسانند.
2. برای جلوگیری از انزوا، فضای نظری را از نزدیک تحت نظارت قرار می‌دهند.
3. اطلاعات در مورد فضای نظری را از دو منبع بدست می‌آورند:
4. مشاهدات شخصی، ارتباط میان فردی
5. رسانه‌های جمعی به ویژه تلویزیون
6. رسانه‌های جمعی تصویر نسبتاً هماهنگی از واقعیت را منتشر می‌کنند،
7. با گذشت زمان تنها تعداد کمی از مردم ابراز نظری در برابر افکار عمومی غالب خواهند داشت. عقاید مخالف در گرداب سکوت از بین خواهند رفت. اما مردم هسته اصلی را تشکیل می‌دهند، آن‌ها می‌توانند فرایند گرداب جدیدی را آغاز کنند که در نهایت یک نظر دیگر نیز منقرض گردد.[۳۲][۳۳]